# Diodorus van Tarsus
Diodorus van Tarsus (?-ca. 390) was bisschop van Tarsus. Hij was tevens theoloog en hervormer van het kloosterleven.
Hij was een groot voorstander van de leer van Nicea en  keerde zich tegen het beleid van keizer Julianus, die zich van het christendom afkeerde.
Diodorus was de belangrijkste figuur van een van de meest invloedrijke centra van christelijk denken in de vroege Kerk, namelijk de School van Antiochië. Veel van zijn studenten werden vooraanstaande theologen.
Hij was de mentor van Theodorus van Mopsuestia en van Johannes Chrysostomos. Binnen zijn school groeiden de unieke Antiocheense standpunten betreffende bijbelinterpretatie en christologie. Deze standpunten liggen aan de basis van de leer van Nestorius.
Omwille van zijn rol als hoofd van de Antiocheense school werd Diodorus - van 372 tot 378 - door keizer Valens verbannen naar Armenië waar hij Basilius van Caesarea ontmoette. Deze benoemde hem tot aartsbisschop van Caesarea, en na de dood van Valens tot bisschop van Tarsus.
Als bisschop bleef Diodorus ijveren voor het geloof van Nicea en kantte zich tegen het arianisme en het apollinarisme. Hij speelde een grote rol op het eerste Concilie van Constantinopel in 381.
Latere generaties veroordeelden de christologie van Diodorus als ketters. Op een lokale synode in Constantinopel in 499 werd de visie van Diodorus beschreven als Nestoriaans. Ook Cyrillus van Alexandrië dacht er zo over.
Het specifieke van Diodorus' theologie kan moeilijk gereconstrueerd worden daar slechts fragmenten (van onzekere origine) van zijn werk overblijven.
De Assyrische Kerk van het Oosten beschouwt Diodorus als een van haar kerkleraren, samen met Theodorus van Mopsuestia en Nestorius.